# 道格·科林斯 (篮球)
保羅·道格·科林斯（英語：Paul Douglas Collins，1951年7月28日—），美国前职业篮球运动员與教練。他在1973年的NBA选秀中第1轮第1顺位被费城76人选中。曾執教過華盛頓巫師和费城76人。

## 生平

### 球员生涯
科林斯在伊利诺伊州本顿(Benton, Illinois)的本顿高中度过了成功的高中篮球生涯。1969年，科林斯加入伊利诺伊州立大学，并在伊利诺伊州立大学红雀队效力。在大学期间，科林斯代表国家队参加了1972年慕尼黑奥运会。之后在ABA联盟的选秀大会中被丹佛掘金队选中，但在1973年的ABA补充选秀中被纽约篮网队选中，尽管科林斯被ABA联盟相中，但他从未效力过ABA联盟。{{來源請求|在1973年NBA选秀中，道格-科林斯在第一轮第一顺位被费城76人队选中。1973-74赛季是科林斯的处子赛季，但他也只为球队效力了25场比赛，场均得到8分。
在第二个赛季中，科林斯的场均数据有了大幅度的提高，在出场的81场比赛中，场均贡献18分，近8个篮板球，和2.6个助攻。1975-76赛季，科林斯场均得到20.8分，并抢下场均4个篮板球。在七十年代末，科林斯四次入选NBA全明星阵容。
在接下来的三个赛季中，科林斯均打出场均19分4篮板的数据，并帮助费城76人队闯入了1977年NBA总决赛。尽管球队中有朱利叶斯-欧文(Julius Erving)这样的大牌明星，但还是被比尔-沃顿(Bill Walton)所率领的波特兰开拓者队所击败。
1978-79赛季，科林斯遭受严重的伤病，这迫使他在这个赛季中只出场47场比赛，也不得不让科林斯考虑提前结束自己的职业生涯。1980-81赛季科林斯只打了12场比赛，赛季结束后，科林斯宣布退役。
在NBA出场的415场比赛中，科林斯场均得到17.9分，3.2个篮板和3.3次助攻。而三分球是在科林斯即将退役时才在NBA联盟中推出的，科林斯也只在比赛中投过一次三分球而已，没有命中。

### 教练生涯
在结束职业球员生涯后，柯林斯开始了自己的执教生涯。他首先成为宾夕法尼亚大学贵格教友队主教练鲍勃-温豪尔(Bob Weinhauer)的幕僚，担任球队的助理教练，随后跟随温豪尔加入亚利桑那州立大学太阳魔队，仍担任助教。1986年，柯林斯第一次担任一支球队的主教头。在芝加哥公牛队，他成为迈克尔-乔丹(Michael Jordan)和斯科特-皮蓬(Scottie Pippen)的主教练。他率领公牛队杀进了赛季的季后赛，并率领球队15年来首次进入东部决赛，但并没有进入该年总决赛。赛季结束后，菲尔-杰克逊(Phil Jackson)接过了科林斯的教鞭。
1995年，科林斯成为底特律活塞队的主教练，并在第一个赛季就将球队的胜场提高了18场。在第二个赛季中，科林斯率领活塞队闯入东部决赛，1997年，科林斯成为NBA全明星赛东部全明星队的主教练。1998年2月2日，科林斯离开活塞，帅位由阿尔文-金特里(Alvin Gentry)接替。而科林斯则成为包括NBC和TNT在内的多家电视台的比赛解说员。
在做了五年的电视解说员之后，科林斯在2000-01赛季成为华盛顿奇才队的主教练，再次与迈克尔-乔丹和查尔斯-奥克利(Charles Oakley)合作。科林斯在上任的第一个赛季将球队的常规赛战绩提高了18个胜场。尽管球队的战绩在不断提升，但科林斯率队出战的最佳赛季胜率还是只有45.1%。2002-03赛季结束后，科林斯被球队解雇，并重回TNT做体育解说。科林斯在奇才队的再次出山与乔丹的邀请有很大程度上的关系，他所率领的奇才队也成为那两个赛季中上座率最高的球队。
2003年被奇才队解雇后，科林斯曾有许多机会成为其他球队的主教练。2005年，他成为密尔沃基雄鹿队的主教练候选人选，但雄鹿队还是选择了特里-斯托茨(Terry Stotts)。2008年，科林斯再次与雄鹿队扯到一起，他本有机会成为球队的总经理兼主教练，但还是因为种种原因而泡汤。2008年，科林斯在离开公牛队20年后，重新与球队进行签约谈判。尽管科林斯与球队老板杰里-劳恩斯多夫(Jerry Reinsdorf)私交甚笃，两人最终还是达成一致，认为"这样下去并不是最好的办法"，科林斯选择退出与公牛队的谈判。
2008年北京奥运会，科林斯是NBC电视台的电视解说员。
2010年5月21日，科林斯成为费城76人队主教练。科林斯帶領76人在2012年NBA季後賽面對奪冠呼聲很高的芝加哥公牛最終系列賽以4：2淘汰公牛，76人隊成為NBA歷史上第五支第八種子球隊晉級第二輪比賽，締造老八傳奇。亦是於2003年NBA首輪改為七戰四勝制後第三支以第八種子淘汰第一種子的球隊。在東區半總決賽中，76人隊也發揮神勇的姿態和堅強的意志，面對第五號種子塞爾提克隊，前三戰塞爾提克取得兩勝一敗領先，並且在第四場比賽第四節後來居上將戰局扳平，雖然76人隊在第六戰在戰神艾倫·艾佛森在觀眾席觀戰將系列賽拖到第七戰，使得76人隊以10分之差在東區半總決賽中止步。
科林斯在NBA执教的七个赛季中，球队常规赛战绩为332胜287负，季后赛15胜23负。

## 總教練戰績
| 隊伍 | 年份    | 常規賽 | 常規賽 | 常規賽 | 常規賽 | 常規賽           | 季後賽       |
| 隊伍 | 年份    | 比賽   | 勝     | 負     | 勝率   | 排名             | 季後賽       |
| ---- | ------- | ------ | ------ | ------ | ------ | ---------------- | ------------ |
| CHI  | 1986-87 | 82     | 40     | 42     | .488   | 中央賽區第五名   | 第一輪失利   |
| CHI  | 1987-88 | 82     | 50     | 32     | .610   | 中央賽區第二名   | 第二輪失利   |
| CHI  | 1988-89 | 82     | 47     | 35     | .573   | 中央賽區第五名   | 東區決賽失利 |
| DET  | 1995-96 | 82     | 46     | 36     | .500   | 中央賽區第四名   | 第一輪失利   |
| DET  | 1996-97 | 82     | 54     | 28     | .659   | 中央賽區第三名   | 第一輪失利   |
| DET  | 1997-98 | 35     | 21     | 24     | .467   | (開除)           |              |
| WAS  | 2001-02 | 82     | 37     | 45     | .451   | 東南賽區第五名   | 未進入       |
| WAS  | 2002-03 | 82     | 37     | 45     | .451   | 東南賽區第五名   | 未進入       |
| PHI  | 2010-11 | 82     | 41     | 41     | .500   | 太平洋賽區第三名 | 第一輪失利   |
| PHI  | 2011-12 | 66     | 35     | 31     | .530   | 太平洋賽區第三名 | 第二輪失利   |
| PHI  | 2012-13 | 82     | 34     | 48     | .415   | 太平洋賽區第四名 | 未進入       |
| 總計 | 總計    | 82     | 442    | 407    | .521   |                  |              |